# Шапиев, Иса Нурмагомедович
Иса Нурмагомедович Шапиев (20 апреля 1997, Избербаш, Дагестан, Россия) — российский, а затем узбекистанский борец вольного стиля. Призёр чемпионата Азии.

## Спортивная карьера
С 2012 года занимается под руководством Магомеда Магомедова в каякентской спортшколе, хотя живёт в Избербаше. В 2015 году стал бронзовым призёром Межконтинентального кубка в Хасавюрте. С 2017 года представляет Узбекистан и вскоре стал серебряным призёром юниорского чемпионата Азии в Тайбее. В августе того же года на чемпионате мира среди юниоров в финском Тампере стал вторым. В феврале 2020 года стал бронзовым призёром Чемпионата Азии в Нью-Дели

## Личная жизнь
Брат: Джабраил Шапиев, также борец вольного стиля, выступал за Россию, ныне представляет Узбекистан. 

## Спортивные результаты

### За Россию
- Межконтинентальный Кубок 2015 —

### За Узбекистан
- Чемпионат Азии среди юниоров 2017 — ;
- Чемпионат мира среди юниоров 2017 — ;
- Чемпионат мира по борьбе U23 — 5;
- Чемпионат Азии по борьбе 2020 — ;